# Ралі Дакар 2009

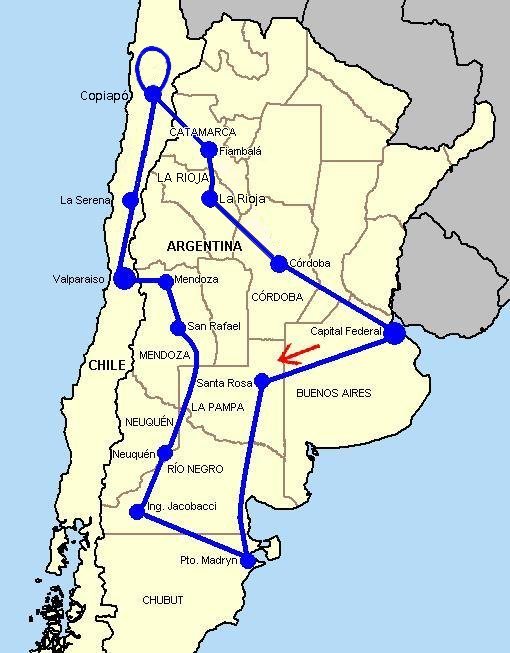
Схематичний маршрут ралі-рейду "Дакар-2009"

Марафонський ралі-рейд Дакар—2009 (офіційна назва у 2009 році — англ. «Dakar Argentina – Chile») — перший в історії «Дакарів» ралі-рейд, який відбувся за межами Африки, на території двох країн Південної Америки — Аргентини та Чилі.
За твердженням директора ралі Етьєна Лавіньї умови і траса гонки були еквівалентні умовам африканського "Дакару" на 100%.
1. ↑  http://www.dakar.com/2009/DAK/presentation/us/r5_1-communiques.html ARGENTINA - CHILE 2009: 100 % DAKAR

## Учасники
В 31-й гонці було заявлено для участі 545 одиниць техніки. Реально на старт 3 січня 2009 вийшло 500, в тому числі:
- мотоциклів — 217 (заявлено 235, стартові номери від 1 до 235)
- квадроциклів — 25 (заявлено 30, стартові номери від 250 до 279)
- автомобілів — 177 (заявлено 195, стартові номери від 300 до 494)
- вантажівок — 81 ( заявлено 85, стартові номери від 500 до 584).

Взяли участь у гонці представники 49 країн світу.
Від України стартували:
- Вадим Притуляк - стартовий № 080, команда TB RACING, мотоцикл "Хонда CRF 450" — вибув на 10-му етапі.
- Богдан Новицький та Сергій Совгір - стартовий № 434, команда OPTIMA LEASING UKRAINE, автомобіль "Мицубіші Паджеро" — вибув на 5-му етапі.
- Юрій Гребенюк - стартовий № 538, команда XTREME PLUS, вантажівка "Мерседес U500" (разом с французами Кристофом Трешем і Марко Піана) — вибув на 4-му етапі.

## Траса
Трасу прокладено шляхами двох країн:
- Аргентина — 9 етапів,
- Чилі — 3 ,
- Ще два етапи - територіями обидвох країн - Аргентини та Чилі

Маршрут: Буенос-Айрес - Санта-Роса де ла Пампа - Пуерто-Мадрин - Якобаччі - Неукен - Сан-Рафаель - Мендоса - Вальпараїсо - Ла-Серена - Коп'япо - Коп'япо - Фіамбала - Ла-Ріоха - Кордова - Буенос-Айрес.
Рельєф гонки надзвичайно різноманітний і складний. Маршрут пролягав папмпою, пагорбами Патагонії, дюнами передгір'їв Анд, двічі через Анди (перевали на висоті 2200 м та 3000 м), пустелю Атакама та специфічні райони північної Аргентини.

## Етапи

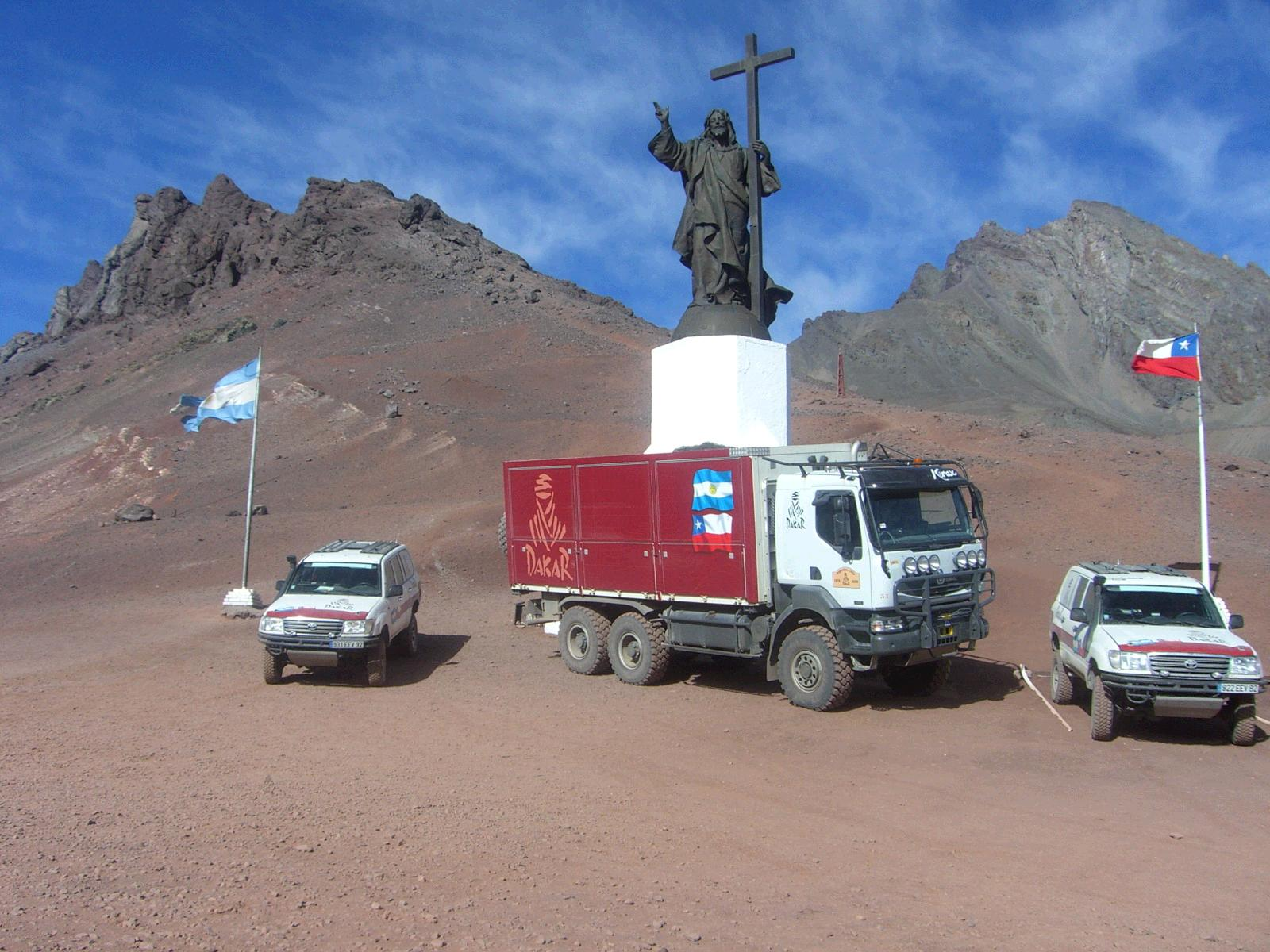
Траса Ралі Дакар 2009 перетинає кордон Чилі-Аргентина в Кордильєрах

Гонку проведено за таким розкладом.
| Дата       | Старт                                           | Фініш                                           | Відстань                                        | Відстань                                        | Відстань                                        | Відстань                                        |
| Дата       | Старт                                           | Фініш                                           | Дорожня секція                                  | Швидкісна ділянка                               | Дорожня секція                                  | Разом                                           |
| ---------- | ----------------------------------------------- | ----------------------------------------------- | ----------------------------------------------- | ----------------------------------------------- | ----------------------------------------------- | ----------------------------------------------- |
| 03.01.2009 | Буенос-Айрес                                    | Санта-Роса                                      | 196 км                                          | 371 км                                          | 166 км                                          | 733 км                                          |
| 04.01.2009 | Санта-Роса                                      | Пуерто-Мадрин                                   | 0 км                                            | 237 км                                          | 600 км                                          | 837 км                                          |
| 05.01.2009 | Пуерто-Мадрин                                   | Якобаччі                                        | 70 км                                           | 616 км                                          | 8 км                                            | 694 км                                          |
| 06.01.2009 | Якобаччі                                        | Неукен                                          | 4 км                                            | 459 км                                          | 25 км                                           | 488 км                                          |
| 07.01.2009 | Неукен                                          | Сан-Рафаель                                     | 173 км                                          | 506 км                                          | 84 км                                           | 763 км                                          |
| 8.01.2009  | Сан-Рафаель                                     | Мендоса                                         | 76 км                                           | 395 км                                          | 154 км                                          | 625 км                                          |
| 9.01.2009  | Мендоса                                         | Вальпараїсо                                     | 80 км                                           | 419 км                                          | 317 км                                          | 816 km                                          |
| 10.01.2009 | День відпочинку в Вальпараїсо Чилі              | День відпочинку в Вальпараїсо Чилі              | День відпочинку в Вальпараїсо Чилі              | День відпочинку в Вальпараїсо Чилі              | День відпочинку в Вальпараїсо Чилі              | День відпочинку в Вальпараїсо Чилі              |
| 11.01.2009 | Вальпараїсо                                     | Ла-Серена                                       | 245 км                                          | 294 км                                          | 113 км                                          | 652 км                                          |
| 12.01.2009 | Ла-Серена                                       | Коп'япо                                         | 88 км                                           | 449 км                                          | 0 км                                            | 537 км                                          |
| 13.01.2009 | Коп'япо                                         | Коп'япо                                         | 20 км                                           | 666 км                                          | 0 км                                            | 686 км                                          |
| 14.01.2009 | Коп'япо                                         | Фіамбала                                        | 20 км                                           | 215 км                                          | 445 км                                          | 680 км                                          |
| 15.01.2009 | Фіамбала                                        | Ла-Ріоха                                        | 4 км                                            | 253 км                                          | 261 км                                          | 518 км                                          |
| 16.01.2009 | Ла-Ріоха                                        | Кордова                                         | 161 км                                          | 545 км                                          | 47 км                                           | 753 км                                          |
| 17.01.2009 | Кордова                                         | Буенос-Айрес                                    | 224 км                                          | 227 км                                          | 341 км                                          | 792 км                                          |
| 18.01.2009 | Церемонія нагородження у Буенос-Айрес Аргентина | Церемонія нагородження у Буенос-Айрес Аргентина | Церемонія нагородження у Буенос-Айрес Аргентина | Церемонія нагородження у Буенос-Айрес Аргентина | Церемонія нагородження у Буенос-Айрес Аргентина | Церемонія нагородження у Буенос-Айрес Аргентина |
| Разом      | Разом                                           | Разом                                           | 1 361 км                                        | 5 652 км                                        | 2 561 км                                        | 9 574 км                                        |

1. ↑  Скорочено до 178 км
2. ↑  Скорочено до 243 км і відмінено для вантажівок
3. ↑  Скасовано

## Переможці етапів
| № етапу Дата | Автомобілі                                                                                                  | Автомобілі                                                                                                  | Мотоцикли                                                                                                   | Мотоцикли                                                                                                   | Квадроцикли                                                                                                 | Квадроцикли                                                                                                 | Вантажівки                                                                                                  | Вантажівки                                                                                                  |
| № етапу Дата | Пілот Штурман                                                                                               | Техніка | Пілот | Техніка | Пілот | Техніка | Пілот | Техніка |
| ------------ | --- | --- | --- | --- | --- | --- | --- | --- |
| 1 03.01.09   | Насер Аль Атіях Катар Тіна Тернер Швеція                                                                    | BMW X3 CC                                                                                                   | Марк Кома Іспанія                                                                                           | KTM 690 Rallye                                                                                              | Кристофер Деклєрк Франція                                                                                   | Yamaha Raptor                                                                                               | Марсель ван Вліет Нідерланди                                                                                | GINAF X2222                                                                                                 |
| 2 04.01.09   | Карлос Сайнс Іспанія Мішель Перен Франція                                                                   | VW Touareg                                                                                                  | Франс Верхувен Нідерланди                                                                                   | KTM 690 Rallye                                                                                              | Кристофер Деклєрк Франція                                                                                   | Yamaha Raptor                                                                                               | Ґерард де Роой Нідерланди                                                                                   | GINAF X2223                                                                                                 |
| 3 05.01.09   | Насер Аль Атіях Катар Тіна Тернер Швеція                                                                    | BMW X3 CC                                                                                                   | Марк Кома Іспанія                                                                                           | KTM 690 Rallye                                                                                              | Йозеф Махачек Чехія                                                                                         | Yamaha Raptor                                                                                               | Владімір Чаґін Росія                                                                                        | КАМАЗ 4326                                                                                                  |
| 4 06.01.09   | Карлос Сайнс Іспанія Мішель Перен Франція                                                                   | VW Touareg                                                                                                  | Марк Кома Іспанія                                                                                           | KTM 690 Rallye                                                                                              | Хоан Мануель Гонсалес Іспанія                                                                               | Yamaha Raptor 700                                                                                           | Ґерард де Роой Нідерланди                                                                                   | GINAF X2223                                                                                                 |
| 5 07.01.09   | Жінель Де Вільєрс ПАР Дірк фон Зітцевіц Німеччина                                                           | VW Touareg                                                                                                  | Йона Стріт США                                                                                              | KTM 690 | Хоан Мануель Гонсалес Іспанія                                                                               | Yamaha Raptor 700                                                                                           | Фірдаус Кабіров Росія                                                                                       | КАМАЗ 4326                                                                                                  |
| 6 08.01.09   | Жінель Де Вільєрс ПАР Дірк фон Зітцевіц Німеччина                                                           | VW Touareg                                                                                                  | Сіріль Деспре Франція                                                                                       | KTM 690 Rallye                                                                                              | Йозеф Махачек Чехія                                                                                         | Yamaha Raptor                                                                                               | Владімір Чаґін Росія                                                                                        | КАМАЗ 4326                                                                                                  |
| 7 09.01.09   | Карлос Сайнс Іспанія Мішель Перен Франція                                                                   | VW Touareg                                                                                                  | Франсіско Лопес Чилі                                                                                        | KTM 690Rallye                                                                                               | Маркос Патронелі Аргентина                                                                                  | CAN-AM 800                                                                                                  | Для вантажівок гонку на 7-му етапі скасовано                                                                | Для вантажівок гонку на 7-му етапі скасовано                                                                |
| 8 11.01.09   | Карлос Сайнс Іспанія Мішель Перен Франція                                                                   | VW Touareg                                                                                                  | Сіріль Деспре Франція                                                                                       | KTM 690 Rallye                                                                                              | Йозеф Махачек Чехія                                                                                         | Yamaha Raptor                                                                                               | Ґерард де Роой Нідерланди                                                                                   | GINAF X2223                                                                                                 |
| 9 12.01.09   | Карлос Сайнс Іспанія Мішель Перен Франція                                                                   | VW Touareg                                                                                                  | Франс Верхувен Нідерланди                                                                                   | KTM 690 Rallye                                                                                              | Йозеф Махачек Чехія                                                                                         | Yamaha Raptor                                                                                               | Владімір Чаґін Росія                                                                                        | КАМАЗ 4326                                                                                                  |
| 10 13.01.09  | Карлос Сайнс Іспанія Мішель Перен Франція                                                                   | VW Touareg                                                                                                  | Хорді Віладомс Іспанія                                                                                      | KTM 690 Rallye                                                                                              | Маркос Патронелі Аргентина                                                                                  | CAN-AM 800                                                                                                  | Владімір Чаґін Росія                                                                                        | КАМАЗ 4326                                                                                                  |
| 11 14.01.09  | Перегони на 11-му етапі скасовано через несприятливі погодні умови. Дистанцію пройдено у дорожньому режимі. | Перегони на 11-му етапі скасовано через несприятливі погодні умови. Дистанцію пройдено у дорожньому режимі. | Перегони на 11-му етапі скасовано через несприятливі погодні умови. Дистанцію пройдено у дорожньому режимі. | Перегони на 11-му етапі скасовано через несприятливі погодні умови. Дистанцію пройдено у дорожньому режимі. | Перегони на 11-му етапі скасовано через несприятливі погодні умови. Дистанцію пройдено у дорожньому режимі. | Перегони на 11-му етапі скасовано через несприятливі погодні умови. Дистанцію пройдено у дорожньому режимі. | Перегони на 11-му етапі скасовано через несприятливі погодні умови. Дистанцію пройдено у дорожньому режимі. | Перегони на 11-му етапі скасовано через несприятливі погодні умови. Дистанцію пройдено у дорожньому режимі. |
| 12 15.01.09  | Жінель Де Вільєрс ПАР Дірк фон Зітцевіц Німеччина                                                           | VW Touareg                                                                                                  | Сіріль Деспре Франція                                                                                       | KTM 690 Rallye                                                                                              | Маркос Патронелі Аргентина                                                                                  | CAN-AM 800                                                                                                  | Владімір Чаґін Росія                                                                                        | КАМАЗ 4326                                                                                                  |
| 13 16.01.09  | Хоан Рома Іспанія Лукас Крус-Сенра Іспанія                                                                  | Mitsubishi Racing Lancer                                                                                    | Сіріль Деспре Франція                                                                                       | KTM 690 Rallye                                                                                              | Карлос Авендано Іспанія                                                                                     | Suzuki LTR 450                                                                                              | Фірдаус Кабіров Росія                                                                                       | КАМАЗ 4326                                                                                                  |
| 14 17.01.09  | Жінель Де Вільєрс ПАР Дірк фон Зітцевіц Німеччина                                                           | VW Touareg                                                                                                  | Елдер Родріґеш Португалія                                                                                   | KTM 690 Rallye                                                                                              | Хосе Марія Пена Іспанія                                                                                     | Yamaha Raptor 700                                                                                           | Фірдаус Кабіров Росія                                                                                       | КАМАЗ 4326                                                                                                  |

## Переможці. 10 найкращих в абсолюті
В таблицях подано підсумкову класифікацію за результатами перегонів в абсолютному заліку по кожній групі транспортних засобів. Час проходження швидкісних ділянок подано з врахуванням пеналізації.
Кожний учасник Ралі Дакар 2009, який виборов місце в перший десятці класифікації в абсолютному заліку нагороджений кубком.

### Автомобілі
| Місце | Старт № | Пілот                       | Штурман                     | Автомобіль | Автомобіль    | Час      | Час      |
| Місце | Старт № | Пілот                       | Штурман                     | Марка      | Модель        | Абсолют  | Різниця* |
| ----- | ------- | --------------------------- | --------------------------- | ---------- | ------------- | -------- | -------- |
| 1     | 305     | Жінель Де Вільєрс ПАР       | Дірк фон Зітцевіц Німеччина | VW         | Touareg       | 48:10:57 | 00:00:00 |
| 2     | 308     | Марк Мілер США              | Ральф Пічфорд ПАР           | VW         | Touareg       | 48:19:56 | 00:08:59 |
| 3     | 309     | Робі Ґордон США             | Енді Ґрайдер США            | Hummer     | H3            | 49:57:12 | 01:46:15 |
| 4     | 327     | Івар Ерік Толефсен Норвегія | Квін Івенс Велика Британія  | Nissan     | Navara        | 54:15:31 | 06:04:34 |
| 5     | 317     | Кшиштоф Головчиц Польща     | Жан-Марк Фортен Бельгія     | Nissan     | Navara        | 54:48:46 | 06:37:49 |
| 6     | 307     | Дітер Депінґ Німеччина      | Тімо Ґотшальк Німеччина     | VW         | Touareg       | 56:54:26 | 08:43:29 |
| 7     | 340     | Мирослав Заплетал Чехія     | Томаш Оуреднічек Чехія      | Mitsubishi | L 200         | 59:14:05 | 11:03:08 |
| 8     | 316     | Лєонід Новіцкій Росія       | Олег Тюпєнкін Росія         | BMW        | X3 CC         | 61:26:10 | 13:15:13 |
| 9     | 306     | Жерлєн Шишері Франція       | Матьє Бомель Франція        | BMW        | X3 CC         | 63:00:46 | 14:49:49 |
| 10    | 304     | Хоан Рома Іспанія           | Лукас Крус-Сенра Іспанія    | Mitsubishi | Racing Lancer | 65:38:43 | 17:27:46 |

Різниця*, тут — відставання в часі від лідера в абсолютному заліку по закінченні гонки.
- Кількість перемог на етапах: К. Сайнс — 6; Ж. Де Вільєрс — 4; Н. Аль-Атіях — 2; Х. Рома — 1.

### Мотоцикли
| Місце | Старт № | Пілот                           | Мотоцикл | Мотоцикл  | Час      | Час      |
| Місце | Старт № | Пілот                           | Марка    | Модель    | Абсолют  | Різниця* |
| ----- | ------- | ------------------------------- | -------- | --------- | -------- | -------- |
| 1     | 002     | Марк Кома Іспанія               | KTM      | 690 Rally | 52:14:33 | 00:00:00 |
| 2     | 001     | Сіріль Деспре Франція           | KTM      | 690 Rally | 53:40:11 | 01:25:38 |
| 3     | 012     | Даві Фретіньє Франція           | Yamaha   | WRF 450   | 53:53:29 | 01:38:56 |
| 4     | 003     | Даві Касто Франція              | KTM      | 690 Rally | 54:32:27 | 02:17:54 |
| 5     | 005     | Елдер Родріґеш Португалія       | KTM      | 690 Rally | 54:36:44 | 02:22:11 |
| 6     | 004     | Пал-Андерс Улевалсетер Норвегія | KTM      | 690 Rally | 54:39:35 | 02:25:02 |
| 7     | 009     | Хорді Віладомс Іспанія          | KTM      | 690 Rally | 54:43:02 | 02:28:29 |
| 8     | 015     | Франс Верхувен Нідерланди       | KTM      | 690 Rally | 55:05:12 | 02:50:39 |
| 9     | 011     | Генк Кнуйман Нідерланди         | KTM      | 690       | 55:37:14 | 03:22:41 |
| 10    | 023     | Пауло Ґонсалвеш Португалія      | Honda    | CRF 450 X | 56:27:15 | 04:12:42 |

Різниця*, тут — відставання в часі від лідера в абсолютному заліку за результатами гонки.
- Кількість перемог на етапах: С. Деспре — 4; М. Кома — 3; Ф. Верхувен — 2; Х. Віладомс, Ф. Лопес, Й. Стріт, Е. Родрігеш — по 1.

### Квадроцикли
| Місце | Старт № | Пілот                      | Квадроцикл | Квадроцикл | Час       | Час      |
| Місце | Старт № | Пілот                      | Марка      | Модель     | Абсолют   | Різниця* |
| ----- | ------- | -------------------------- | ---------- | ---------- | --------- | -------- |
| 1     | 250     | Йозеф Махачек Чехія        | Yamaha     | Raptor     | 68:22:06  | 00:00:00 |
| 2     | 273     | Маркос Патронелі Аргентина | CAN-AM     | 800        | 70:56:06  | 02:34:00 |
| 3     | 262     | Рафал Сонік Польща         | Yamaha     | Raptor     | 76:04:40  | 07:42:34 |
| 4     | 255     | Юбер Дельтрю Франція       | Polaris    | Outlaw 525 | 79:35:37  | 11:13:31 |
| 5     | 272     | Олджих Бражина Чехія       | Yamaha     | 660        | 84:21:57  | 15:59:51 |
| 6     | 251     | Карлос Авендано Іспанія    | Suzuki     | LTR 450    | 85:06:21  | 16:44:15 |
| 7     | 267     | Ерік Карліні Франція       | Polaris    | Outlaw 525 | 93:52:31  | 25:10:45 |
| 8     | 268     | Елізабет Крафт Франція     | Polaris    | Outlaw 525 | 94:34:45  | 26:12:39 |
| 9     | 276     | Олівьє Потьє Франція       | CAN-AM     | DS 650     | 108:42:44 | 40:20:38 |
| 10    | 252     | Хосе Марія Пена Іспанія    | Yamaha     | Raptor 700 | 115:08:11 | 46:46:05 |

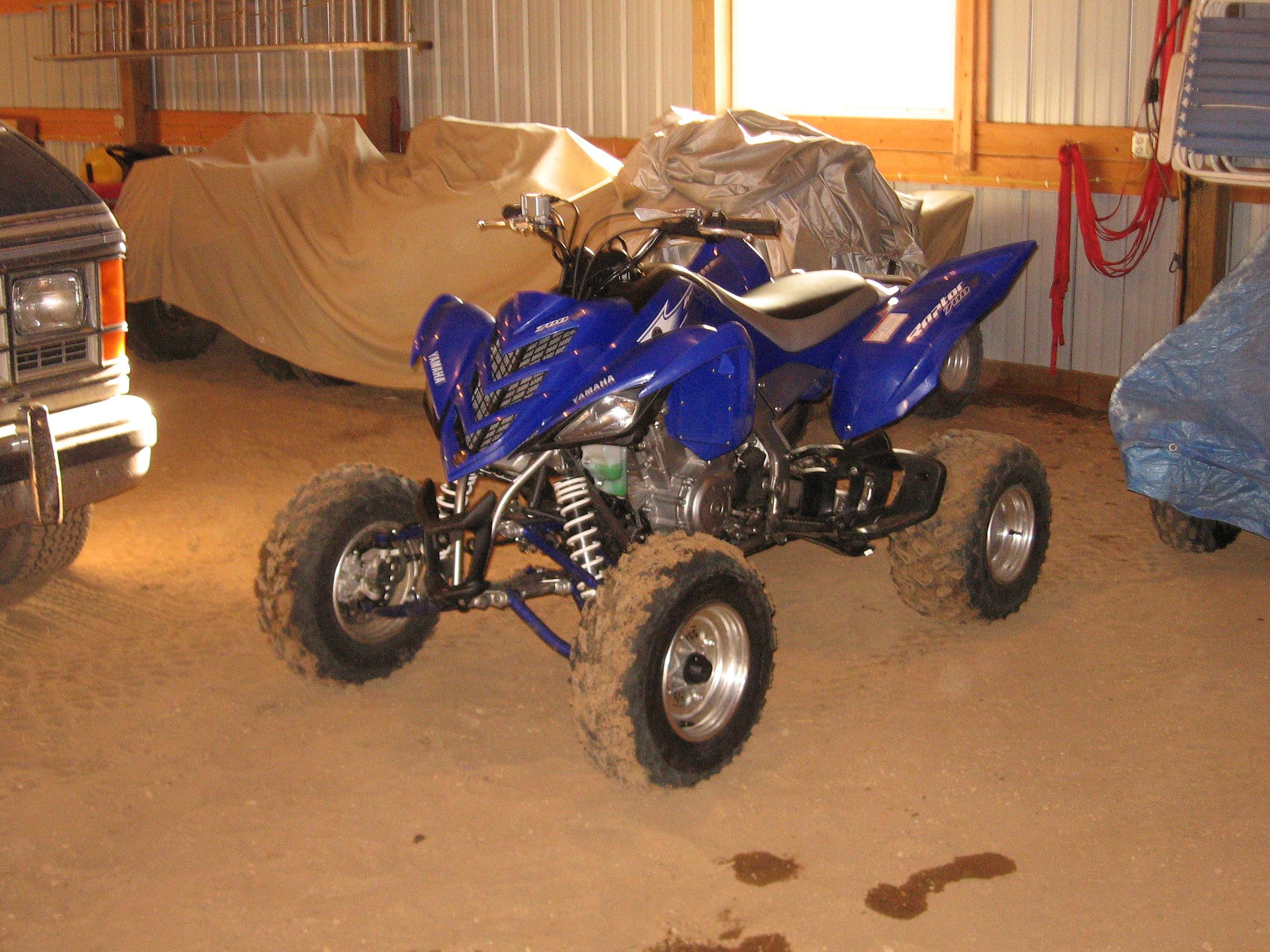
Серійний квадроцикл Yamaha Raptor 700

Різниця*, тут — відставання в часі від лідера в абсолютному заліку по закінченні гонки.
- Кількість перемог на етапах: Й. Махачек — 4; М. Петронелі — 3; К. Деклєрк — 2; Х.М. Гонсалес — 2; К. Авендано та Х.М. Пена — по 1.

### Вантажівки
| Місце | Старт № | Пілот                         | Екіпаж                                                 | Автомобіль | Автомобіль   | Час      | Час      |
| Місце | Старт № | Пілот                         | Екіпаж                                                 | Марка      | Модель       | Абсолют  | Різниця* |
| ----- | ------- | ----------------------------- | ------------------------------------------------------ | ---------- | ------------ | -------- | -------- |
| 1     | 506     | Фірдаус Кабіров Росія         | Айдар Беляєв Росія Андрій Мокєєв Росія                 | КАМАЗ      | 4326         | 49:34:46 | 00:00:00 |
| 2     | 501     | Владімір Чаґін Росія          | Сергій Савостін Росія Едуард Ніколаєв Росія            | КАМАЗ      | 4326         | 49:38:25 | 00:03:39 |
| 3     | 505     | Ґерард де Роой Нідерланди     | Том Колсул Бельгія Марцел ван Меліс Нідерланди         | GINAF      | X2223        | 50:34:42 | 00:59:56 |
| 4     | 508     | Ільґізар Мардєєв Росія        | Вячеслав Мізюкаєв Росія Айрат Мардєєв Росія            | КАМАЗ      | 4326         | 56:21:16 | 06:46:30 |
| 5     | 507     | Франц Ехтер Німеччина         | Детлєф Руф Німеччина Артур Кляйн Німеччина             | MAN        | TGS 18.480   | 56:54:27 | 07:19:41 |
| 6     | 504     | Андре де Азеведу Бразилія     | Майкел Жушту Бразилія Яромір Мартінец Чехія            | Tatra      | T 815        | 59:06:04 | 09:31:18 |
| 7     | 510     | Пеп Віла Рока Іспанія         | Мойсес Торелардона Іспанія Хоакім Бусомс Іспанія       | Mercedes   | 1844-AK      | 65:41:26 | 16:06:40 |
| 8     | 503     | Вулферт ван Ґінкел Нідерланди | Віллем Тійстерман Нідерланди Ріхард де Роой Нідерланди | GINAF      | X2222        | 66:04:33 | 16:29:47 |
| 9     | 514     | Хорді Хувантені Іспанія       | Хосе-Луї Кріадо Іспанія Фіна Роман Іспанія             | MAN        | TGS 26.480   | 69:28:31 | 19:53:45 |
| 10    | 534     | Золтан Шалер Угорщина         | Ласло Пошик Угорщина Тібор Шитарі Угорщина             | MAN        | M2000 18.280 | 70:01:47 | 20:27:01 |

Різниця*, тут — відставання в часі від лідера в абсолютному заліку по закінченні етапу (гонки).
- Кількість перемог на етапах: В. Чаґін — 5; Ф. Кабіров — 3; Ґ. де Роой — 3; М. ван Вліет — 1.

## Інші події Ралі Дакар 2009

### Герої
- На 81-му місці завершив гонку екіпаж автомобіля SSANGYONG KYRON 2.7DCI зі стартовим № 392 (пілот Ісідре Естеве Пухоль ( Іспанія), штурман - Ерік Охе Медіна ( Іспанія)). І. Естеве Пухоль - неодноразовий учасник ралі Дакар в класі мотоциклів внаслідок тяжкої травми, одержаної 24 березня 2007 року в чемпіонаті Іспанії, дістав паралічу нижніх кінцівок. Незважаючи на це він взяв участь у марафонському ралі. Команда пройшла весь маршрут Ралі Дакар 2009, причому весь тягар непередбачуваних фізичних навантажень (викопування машини в пісках, заміна шин і інші ремонти) припав виключно на долю Еріка Медіна.

### Інциденти
- На п'ятому етапі внаслідок зіткнення багі Івана Мюллера ( Франція) № 325 та вантажівки MAN № 522 під управлінням Елізабет Ясінто ( Португалія) обидві машини спалахнули і згоріли за лічені хвилини, екіпажі не постраждали.

### Жертви
- 4 січня 2009 на другому етапі ралі загинув внаслідок набряку легенів 49-річний французький мотоцикліст Паскаль Террі.
- Дві особи загинуло внаслідок лобового зіткнення цівільного легковика з вантажівкою технічної підтримки однієї з команд-учасниць ралі.